# 王坪乡
王坪乡，是中华人民共和国河南省洛陽市汝阳县下辖的一个乡镇级行政单位。

## 行政区划
王坪乡下辖以下地区：
王坪村、柳树村、聂坪村、孤石村、宝丰村、大庄村、响地村、合村、洞沟村、椒沟村、孟村和两河村。